# Muchran Maczutadze
Muchran Maczutadze (gruz. მუხრან მაჭუტაძე; ur. 25 czerwca 1981) – gruziński zapaśnik walczący w stylu klasycznym. Zajął dziewiąte miejsce na mistrzostwach świata w 2005. Piąty na mistrzostwach Europy w 2007 i 2008. Szósty w Pucharze Świata w 2007 i ósmy w 2008 roku.